# Taiga Kitajima
Taiga Kitajima (japanisch 北島 大河 Kitajima Taiga; * 12. Februar 2000 in der Präfektur Osaka) ist ein japanischer Fußballspieler.

## Karriere
Taiga Kitajima erlernte das Fußballspielen in der Schulmannschaft der Kansai University Daiichi High School sowie in den Universitätsmannschaften des Kansai University FC 2008 und der Kansai-Universität. Seinen ersten Vertrag unterschrieb er am 1. Februar 2022 beim Fünftligisten Arterivo Wakayama. Mit dem Verein spielte er sechsmal in der Kansai Soccer League (Div.1) sowie einmal im Kaiserpokal. Am Ende der Saison feierte er mit Arterivo die Meisterschaft der Liga. Im Februar 2023 ging er nach Australien. Hier spielte er ein Jahr für den unterklassigen Albion Park White Eagles FC. Der armenische Zweitligist FC Lernajin Arzach nahm ihn im Februar 2024 unter Vertrag. Nach 13 Zweitligaspielen, in denen er zwölf Treffer erzielte, wechselte er Ende Juli 2024 nach Kambodscha. Hier unterschrieb er in Siem Reap einen Vertrag beim Erstligisten Angkor Tiger. Für den Erstligisten aus Siem Reap (Stadt)Siem Reap bestritt er 26 Ligaspiele. Hierbei erzielte er 13 Treffer. Nach einer Spielzeit zog es ihn im Juli 2025 nach Thailand. Hier unterschrieb er in der Hauptstadt Bangkok einen Vertrag beim Zweitligisten Kasetsart FC.

## Erfolge
Arterivo Wakayama
- Kansai Soccer League (Div.1): 2022